# Libro de los juegos
Il Libro de los juegos, o Libro del ajedrez, dados y tablas (nella sua trascrizione originale Juegos diversos de Axedrex, dados, y tablas con sus explicaciones, ordenados por mandado del Rey don Alfonso el sabìo, una titolazione limitativa, peraltro, rispetto alla più ampia trattazione) è un'opera commissionata da Alfonso X il Saggio, re di Castiglia, León e Galizia, realizzata sotto la sua direzione tra il 1262/1264 circa e il 1283, anno in cui vide il completamento solo pochi mesi prima della morte del sovrano che l'aveva ispirata.
Il libro consta di 98 carte, con 150 illustrazioni a colori. I "giochi" annunciati del titolo coprono gli scacchi (con i più antichi problemi di scacchi che si conoscano in Europa), l'alquerque, il gioco dei dadi e le tavole, antenate del moderno backgammon. Il libro contiene la descrizione di alcuni di questi giochi, compresi alcuni importati dai regni musulmani.
È tramandato da un unico codice membranaceo, nel formato in folio, realizzato a Siviglia. Nel 1591 il codice era conservato nella Cappella Reale di Granada. Da qui, per volere di Filippo II, fu traslato alla Real Biblioteca de San Lorenzo de El Escorial (facente parte del Monastero dell'Escorial), presso Madrid, dove i 98 fogli del manoscritto ricevettero una rilegatura marrone in pelle di pecora, previa regolarizzazione alle misure omogenee di circa 40 × 27 cm. 
Inteso come un testo didattico, il manoscritto funziona come un manuale che documenta e spiega come si gioca e quale sia il profondo significato e l'utilità per un re saggio, partendo da giochi di pura strategia intellettuale (gli scacchi), passando per giochi di puro azzardo (i dadi), per concludere con giochi che incorporano entrambi gli elementi (backgammon). Tuttavia, l'etichetta manualistica risulta riduttiva, poiché l'intento didattico si accompagna a un tentativo di spiegazione e interpretazione anagogica del mondo e del cosmo. Nel soffermarsi sui giochi in quanto tali, il "manuale" di Alfonso, mentre si incarica di collocare i giochi in una sfera simbolica, trascura quasi completamente ogni intenzione moraleggiante, distaccandosi così nettamente da quel nutrito filone di trattazioni medievali in cui il gioco degli scacchi trovava quasi sempre un'interpretazione in chiave moralistica, di cui il più importante esempio si rinviene Ludus scacchorum del domenicano Jacopo da Cessole.
Il Libro de los juegos è uno dei documenti più importanti per lo studio dei giochi da tavola. Notevole è anche il suo valore linguistico e lessicografico, di interesse non solo per gli studiosi di giochi, ma anche per gli ispanisti e, più in generale, per gli storici della cultura.

## Descrizione
Si tratta del "più antico, importante e autorevole trattato di giochi scritto in una lingua europea", probabile frutto non di un unico autore, ma di un'équipe di redattori la cui estrazione culturale doveva forse riflettere le tre religioni monoteiste: Ebraismo, Cristianesimo e Islam.
Altri motivi di interesse sono costituiti dalla bellezza e dall'accuratezza delle miniature che ne costituiscono l'ampio corredo iconografico, e dalla cura delle decorazioni, elementi che ne fanno uno dei migliori prodotti artistici dello scriptorium sovvenzionato da Alfonso X.
Al pari di tutta la Letteratura per cui si fa riferimento ad Alfonso X, anche la realizzazione del Libro dei giochi conobbe un importante contributo diretto di Alfonso X, che ne scrisse alcune parti. Lo stesso re ne diresse la realizzazione, rivedendone personalmente poi la redazione finale.
Da un punto di vista paleografico, il testo risulta vergato su due colonne, sulle quali si dispiega una gotica minuscola dell'epoca, in caratteri grandi e chiari, con scarso uso di abbreviazioni scribali, con capilettera rubricati e ornati, e segni di paragrafo rubricati in rosso o azzurro.

### Divisione e struttura del codice
La suddivisione e la struttura interna della fascicolazione del manoscritto rivelano una simbologia numerologica in cui ricorrono numeri come l'8, il 64 e il 12. Queste ricorrenze non appaiono casuali, ma legate agli interessi astrologici e numerologici del sovrano Altro numero che torna con insistenza è il 7 (nelle parti in cui è diviso, nelle facce dei dadi), un numero dotato di una sua simbologia religiosa e teologica e che stava particolarmente caro al re Alfonso, autore delle Siete Partidas e del Setenario.
Il libro è nel complesso diviso in 7 parti, dedicate ai seguenti argomenti:
1. scacchi
2. dadi
3. tavole
4. varianti aumentate di scacchi (a 10 e 12 caselle per lato), dadi (a 7 e 8 facce) e tavole
5. scacchi e tavole delle quattro stagioni (4 giocatori anziché 2)
6. alquerques
7. varianti astrologiche di scacchi e tavole (quest'ultima con dadi a 7 facce).

La struttura interna del codice comprende 12 fascicoli: i primi 8 contengono l'ampia parte dedicata agli scacchi (incluso il prologo) e costituiscono la sezione più ampia, importante e conosciuta. Il nono e decimo contengono la parte su dadi e tavole, l'undicesimo quella sulle versioni aumentate. Le varianti delle quattro stagioni sono su 4 fogli non fascicolati. Il resto del manoscritto (alquerque e varianti astrologiche) occupa l'ultimo fascicolo, per un totale di 12: gli 8 fascicoli iniziali, dedicati agli scacchi, contengono 64 pagine, lo stesso numero di posti sulla scacchiera, un risultato raggiunto lasciando intenzionalmente alcune pagine in bianco. Sembra inoltre probabile che, in corso d'opera, il numero di fascicoli sia stato volutamente incrementato da 10 a 12 poiché il prologo non fa alcun cenno ad alcuni dei contenuti che si ritrovano nel prosieguo del manoscritto: le varianti aumentate (fasc. XI) e l'alquerque (parte del fasc. XII).

### Cornice narrativa
All'inizio del trattato, Alfonso fornisce una chiave interpretativa, mettendo al centro dell'esperienza ludica il valore di alegría, di cui Alfonso rintraccia l'origine divina.
Il trattato si sviluppa poi all'interno di una cornice narrativa tenuta insieme da un espediente letterario che riporta all'epoca in cui un re indiano interpella tre saggi consiglieri e li coinvolge in una disputa sul valore relativo dell'intelligenza e della fortuna. I tre saggi propongono tesi diverse e ciascuno di essi porta le prove in favore delle proprie posizioni: il primo propone gli scacchi per l'intelligenza, il secondo i dadi per la fortuna, mentre il terzo concilia l'alternativa delle prime due tesi, affermando l'importanza di una combinazione di entrambe, che egli ravvisa nei giochi di tavole.

## Scacchi

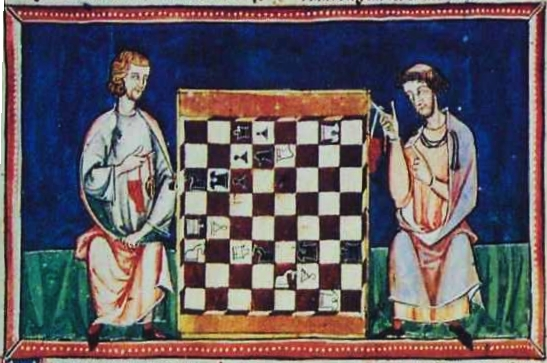
Problema scacchistico n. 35

Il Libro de juegos contiene un'estesa raccolta di scritti sugli scacchi, con oltre 100 problemi di scacchi e l'esposizione di varianti eterodosse. Tra i contenuti più notevoli vi è quella che Alfonso chiama ajedrex de los quatro tiempos ("scacchi delle quattro stagioni"): si tratta di una variante scacchistica che coinvolge quattro giocatori, descritta come la rappresentazione del conflitto dei quattro elementi e dei quattro umori. I pezzi sulla scacchiera sono colorati in verde, rosso, nero e bianco, e si muovono sulla scacchiera in base all'esito del lancio dei dadi.
Alfonso descrive anche un gioco cui dà il nome di "scacchi astronomici", giocati su una tavola divisa in 6 cerchi concentrici, divisa radialmente in 12 aree, ciascuna associata a una costellazione dello Zodiaco.

## Dadi
Il gioco dei dadi, rientrante nella categoria dell'azzardo, rappresenta, nella considerazione dell'autore, la materia meno nobile del trattato: lo si deduce da vari passaggi espliciti e, implicitamente, dal diverso trattamento iconografico accordatogli, con miniature che riproducono, intente al gioco, solo persone di bassa condizione sociale o occasionali cavalieri denudati a causa della perdita di ogni bene nel gioco. Al contrario, le miniature di scacchi e tavole propongono, impegnate al gioco, figure di alta condizione e anche la stessa persona regale dell'autore. Del resto, in molti passi dell'opera di Alfonso X, come nella lirica galiziano-portoghese delle Cantigas de Santa Maria, il gioco d'azzardo è oggetto di condanna, o viene presentato sotto una cattiva luce. Di converso, invece, nelle Siete Partidas, scacchi e tavole (ma non i dadi) sono indicati tra gli svaghi adatti a un re che voglia alleviare le preoccupazioni mediante la ricerca dell'alegría. Nonostante questo atteggiamento sfavorevole, i dadi occupano un posto importante nel trattato: va segnalato, peraltro, che al gioco d'azzardo Alfonso X dedicherà le sue cure legislative, codificandone il quadro normativo nel suo Ordenamiento de las tafurerías.
Il trattato distingue diversi giochi di dadi, nel cui totale ricorre ancora il numero 12: A mayores, A menores, Tanto en uno quanto en dos, Triga, Azar, Marlota, Riffa, Par con As, Panquist, Medio Azar, Azar Pujado, Guirguiesca. I dodici giochi sono divisi in gruppi da tre, in base a considerazioni tipologiche: i primi tre, ai fini della vittoria, non distinguono tra i punteggi estremi e i punteggi intermedi. Nei secondi tre, invece, si distinguono gli 8 punteggi intermedi (7-14) dai punteggi estremi (3‑6 e 15‑18): questi ultimi sono vincenti nella Triga e nell'Azar, perdenti nella Marlota. Gli altri 3 giochi si caratterizzano per la ricerca dell'evento dell'uscita di una coppia. Gli ultimi tre sono varianti dell'Azar (azzardo): la prima è una versione semplificata, la seconda (Azar Pujado) è identica alla prima ma con poste aumentate, il terzo ne è una variante con poste aumentate.

## Tavole

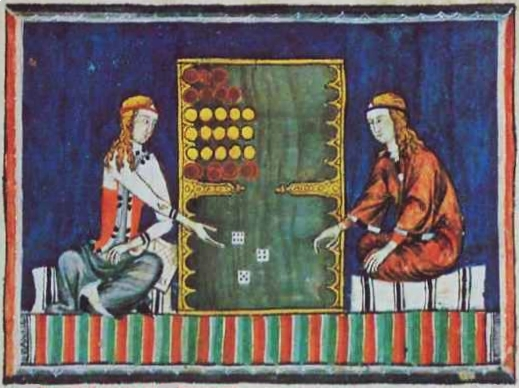
Il Seis, dos, y as

Il libro descrive le regole di un certo numero di giochi da tavolo della famiglia delle tabulae, un genere di giochi, conosciuto fin dalla più remota antichità, in cui alcune pedine si muovono su una tavola con 24 caselle, divisi in gruppi di 6 per ognuno dei quattro settori; una versione di questo tipo di giochi è il backgammon, molto conosciuto anche nel XXI secolo. Come gli scacchi, i giochi di tavole sono spesso menzionati nel Medioevo, entrambi diffusi tra le classi nobiliari. Ma sono anche prerogativa di classi più popolari e oggetto di divieti per clero e laici. Le tavole conobbero una grande diffusione nell'Europa medievale di area germanica e romanza.
I giochi annoverati sono quattordici: Las quinze tablas, Los doze canes, Doblet, Fallas, El seys, dos e as, El emperador, El medio emperador, La pareja de entrada, Cab e quinal, Todas tablas, Laquet, La buffa cortesa, La buffa de baldrac, Reencontrat, divisibili, secondo Murray, in tre gruppi.
Un argomento degno di nota è quello di todas tablas, che ha una posizione di partenza identica a quella del backgammon e segue le stesse regole nel muoversi e nel mangiare. Alfonso descrive anche una variante giocata su una tavola con 7 punte su ciascuno dei quattro quadranti, con un dato a 7 lati e 17 pedine per giocatore. I giocatori lanciano dadi a 7 facce per determinare il movimento dei pezzi, un esempio della preferenza accordata da Alfonso il Saggio al numero 7.

## Iconografia
L'illustrazione dei giochi rappresenta una novità introdotta da Alfonso, rispetto ai trattati arabi, ma anche rispetto ai trattati italiani coevi (come il Bonus socius), nei quali era assente ogni iconografia e l'unica rappresentazione era riservata al tavoliere con l'iscrizione delle pedine.
Dal punto di vista iconografico, il codice si presenta ricchissimo, con 150 pregiate miniature superstiti che occupano normalmente un terzo della superficie di scrittura, in alto, in basso, o in mezzo, mentre in alcuni casi si estendono all'intera pagina. Altre due miniature sono andate perdute con il distacco di due carte del fascicolo XI.  La cura profusa in questo sontuoso apparato iconografico, unita ad altre caratteristiche del volume, fa di questo codice uno dei più pregevoli prodotti licenziati dall'atelier di Alfonso il Grande.
Il Libro de juegos ammette una sorta di tripartizione: vi è l'esame testuale di giochi e problemi, quindi le vere e proprie illustrazioni, e infine l'estrapolazione metafisica, mediante allegorie, in cui l'analisi di testi e miniature rivela il movimento del macrocosmo dell'universo e del microcosmo dell'uomo.
Il manoscritto del Libro de juegos è una traduzione in castigliano di testi arabi. Questi, a loro volta, erano traduzioni di manoscritti persiani. Il tropo visuale ricorrente nelle miniature del  Libro de juegos lo si ritrova anche in altre trascrizioni europee di traduzioni arabe: due figure, su ciascun lato della scacchiera, con al centro il tavolo da gioco; quest'ultimo è sollevato per mostrare al lettore le mosse dei giocatori.
Nella tradizione araba, la giustapposizione di scacchi e dadi metteva in risalto gli antitetici valori di abilità (scacchi) e ignoranza (dadi). Si tratta di un'antitesi importante nella concezione religiosa islamica, riguardo al rapporto tra libero arbitrio e il problema della perpetrazione del male. L'associazione dell'abilità negli scacchi alle virtù di un sovrano è presente anche nel testo del Libros de los juegos e si riflette chiaramente nel corredo iconografico: le miniature di scacchi e tavole propongono al gioco figure di nobile condizione sociale e anche la stessa figura di re Alfonso. Al contrario, la condanna dei giochi di puro azzardo si riflette anche sull'iconografia, con miniature che vedono intente al gioco unicamente persone di condizione sociale umile o degradata, come cavalieri interamente spogliati quale conseguenza delle perdite subite al gioco dei dadi: mai si vedono persone di alta condizione intente al gioco d'azzardo e men che meno la figura di Alfonso.
Tuttavia, l'associazione del gioco degli scacchi all'esemplarità delle virtù regali assume un'angolazione differente nel manoscritto di Alfonso. Come Alfonso chiarisce nella sezione introduttiva del Libro de Juegos, il Libro de ajedrex (Libro degli scacchi) rivela il valore dell'intelletto, il Libro de los dados (Libro dei dadi) illustra la constatazione che il caso ha la supremazia sull'intelletto puro, e il Libro de las tablas (Libro delle tavole) risolve il dissidio celebrando un connubio tra intelletto e fortuna. Inoltre, il legame iconografico tra scacchi e regalità nella tradizione occidentale, ha continuato a evolversi, facendo del gioco un simbolo di virtù regali, come abilità, prudenza e intelligenza.
All'epoca di Alfonso, il XIII secolo, gli scacchi erano conosciuti in Europa già da due secoli almeno, essendovi stati introdotti dagli Arabi intorno all'anno mille. Gli Arabi avevano acquisito familiarità con il gioco perlomeno dall'VIII secolo quando il Califfato dei Rashidun conquistò la Persia, paese che si ritiene essere la culla degli scacchi. Mentre i contatti tra mondo arabo e mondo occidentale si intensificarono, lo stesso successe al gioco e alle sue varianti, e così, a partire dal XII secolo, gli scacchi stavano diventando diversivo e intrattenimento di una crescente quota di europei, tra cui esponenti studiosi, chierici, e esponenti della classe aristocratica o mercantile. Così, dal XIII secolo, l'iconografia e il simbolismo associati con gli scacchi sarebbero stati accessibili e familiari ad Alfonso e alla cultura della cerchia letteraria espressa dalla sua corte, che poteva aver accesso alla biblioteca privata e ai manoscritti di Alfonso.

## Simbologia
Il complesso della letteratura alfonsina costituisce una sorta di summa enciclopedica del sapere dell'epoca, con una grande varietà di argomenti: il progetto culturale unitario di Alfonso spazia «dalla storia al diritto, dalle arti del quadrivium alle arti della magia, dalla lirica profana alla lirica sacra, alla caccia».
In questa panoramica, la trattazione dei giochi occupa una parte davvero notevole, per estensione e pregevolezza di fattura, superiore, ad esempio, all'importanza accordata ad altri fenomeni, come la caccia e i tornei, abituali occupazioni delle classi nobiliari. La spiegazione del rilievo eccezionale attribuito al fenomeno dei giochi va ricercata nel quadro dell'ideologia alfonsina che si esprime una visione definibile come essenzialmente «umanistica».
Nella trattazione medievale, gli scacchi erano quasi sempre oggetto di un'interpretazione allegorica moraleggiante, in cui, ad esempio, a ciascun pezzo era associato uno status sociale o un mestiere. In altri casi gli scacchi diventavano una semplice metafora delle schermaglie dell'amor cortese. Si tratta di un filone cospicuo e quasi totalitario, il cui più importante esempio si rinviene nel Ludus scacchorum di Jacopo da Cessole, di inizio Trecento. Il codice alfonsino rifugge invece queste forme di rivestimenti allegorici moraleggianti: pur mettendo in rilievo, in maniera implicita, l'aspetto simbolico del gioco, Alfonso si astiene dall'attitudine moraleggiante della trattatistica medievale e si pone sul piano di una sapienza eminentemente umanistica, incline a un atteggiamento "laico", che pone al centro l'alegría, per Alfonso di origine divina, l'attitudine a un pensiero emancipato dalla cultura ecclesiastica e dalla morale cattolica, anche grazie al ruolo svolto dai contatti con il mondo arabo e il suo retaggio culturale. Si tratta di quello stesso atteggiamento umanistico che sta alla base di scelte fondamentali della sua politica, quali l'impulso dato alle traduzioni (si vedano le voci Traduzioni nell'Occidente latino durante il XII secolo e Scuola di traduttori di Toledo) e come l'adozione della lingua volgare quale strumento comunicativo del sapere, preferito al latino perché in grado di allargare l'orizzonte della conoscenza a una più ampia platea di destinatari, comprendendovi in questo modo anche coloro i quali non erano in grado di intendere il latino (di converso, l'enfasi sulle lingue vernacolari, da cui peraltro Alfonso non defletté mai, diminuiva la fruibilità nel resto d'Europa delle sue traduzioni e dei suoi lavori originali).
Nell'intento di Alfonso, il sistema tripartito dei giochi si presta a fornire una interpretazione totalizzante del mondo e del cosmo. Lo spunto iniziale sui tre saggi, coinvolti in un dibattito intellettuale stimolato dal re dell'India, incardina la narrazione su uno sfondo filosofico unitario che ripropone, risolvendola, la contrapposizione tra ragione e caso, tra libero arbitrio e destino. Si tratta di una diatriba ripresa dai trattati arabi sui giochi, in cui, però, ai due poli opposti corrispondevano sempre gli scacchi (satrany) e la tavola reale (nard). Nella visione simbolica offerta dal trattato alfonsino, la dicotomia apparentemente insanabile tra i due estremi si risolve con l'introduzione dei dadi: sono questi ultimi, con la loro assoluta casualità, a contrapporsi alla ragione pura, mentre sono adesso le tavole, con la loro mistura di caso e libera scelta, a offrire la soluzione al conflitto filosofico, attraverso una mediazione in cui si compongono le antitesi tra casualità e volontà, tra fatalismo e libero arbitrio.
L'adozione di questa soluzione intermedia fa luce anche sulla personalità e l'ideologia di Alfonso X, e sulla sua pragmatica predisposizione personale alla ricerca di soluzioni migliori attraverso la mediazione fra scelte estreme.